# Cobelodus
Cobelodus (лат.) — ранее выделявшийся род вымерших хрящевых рыб, похожих на акул, относимый к семейству Symmoriidae отряда Symmoriiformes.

## Описание
Cobelodus были хищными рыбами. В длину достигали 2 метров. В сравнении с современными акулами имели ряд отличий: морда имела округлую форму, глаза были большими. Последнее даёт основание полагать, что Cobelodus обитали на больших глубинах с малой освещённостью.
Пищей им могли служить различные ракообразные и кальмары.

## Классификация
Видовой состав рода менялся в процессе изучения палеонтологических находок. Первоначально к роду относили ископаемых рыб, живших в середине карбона на территории современных штатов Иллинойс и Айова (США).
С 2018 года в роде не осталось видов, последний из них Cobelodus obliquus выделен в новый род и стал называться Kungurodus obliquus (Ivanov, 2005).